# Anna Jullienne
Anna Jullienne Kermode est une actrice néo-zélandaise née le 7 novembre 1982.
Anna Jullienne est connue pour son rôle de Maia Jeffries (en), interprété de 2004 à 2011 dans la série néo-zélandaise Shortland Street.

## Biographie
Anna Jullienne fait ses études à la Corran School for Girls à Auckland, et se lance dans le théâtre, avec des rôles principaux dans des pièces comme Amadeus, Jules César et la comédie musicale Anything Goes.
Elle remporte plusieurs prix, dont celui de la jeune interprète néo-zélandaise de l'année en 1999, le premier prix du concours national d'éloquence des écoles indépendantes d'Auckland en 1999, et le premier prix du championnat de théâtre d'Auckland au North Shore Performing Arts Festival.
Elle commence sa carrière d'actrice professionnelle pendant ses années d'études à l'Université d'Auckland où elle étudiait la langue anglaise, le cinéma et la télévision, pour interpréter des petits rôles dans les séries Mercy Peak et Secret Agent Man.
Elle interrompt ses études pour décrocher son premier grand rôle à l'écran dans la série néo-zélandaise Shortland Street. De 2004 à 2011 elle y interprète le rôle de Maia Jeffries (en), pour lequel elle est récompensée en 2007 par le Air New Zealand Screen Award for Performance by a Supporting Actress. Dans l'épisode diffusé le 14 février 2006, lors du mariage entre son personnage Maia et celui de sa future femme Jay, elle participe à la première représentation fictive d'une union civile à la télévision néo-zélandaise, après l'entrée en vigueur le 26 avril 2005 du Civil Union Act de Nouvelle-Zélande, qui légalise l'union civile indépendamment du sexe des personnes.
Anna Julienne est titulaire d'un diplôme d'enseignement dramatique (ATCL Teacher Practical Certificate) du Trinity College of London Drama Examination. Anglophone, elle parle couramment le français et le japonais.
Tout au long de sa carrière, Anna Jullienne est une éminente porte-parole et mannequin pour l'agence de mannequins Red 11. Elle participe à des séances de photos pour des marques telles que NZ Performance Car, Red Bull, XCDR et Car50.

## Vie privée
Anne Julienne épouse James Kermode, gestionnaire de biens commerciaux, en 2010, avec lequel elle a deux fils, Thedodore en janvier 2014 et Jude en novembre 2016. Elle est amie avec Fleur Saville, Faye Smythe, Beth Allen, Amanda Billing, Te Kohe Tuhaka et Alison Quigan.

## Filmographie
- 2004-2011 : Shortland Street (série télévisée) : infirmière Maia Jeffries (387 épisodes)
- 2011 : Underbelly NZ: Land of the Long Green Cloud (série télévisée) : Deb Masters (2 épisodes)
- 2012 : Sione's 2: Unfinished Business : la libraire
- 2012 : Auckland Daze (série télévisée) : Anna
- 2013 : The Blue Rose (série télévisée) : Krystle Wilkinson (13 épisodes)
- 2013 : Harry (série télévisée) : Jenny Chisholm
- 2013 : Over the Moon (court métrage) : Connie Radar
- 2014 : Agent Anna (série télévisée)
- 2015-2018 : 800 Words (série télévisée) : Katie (40 épisodes)
- 2016 : Bombshell (téléfilm) : Frederique
- 2019 : Falling Inn Love (film Netflix): Charlotte Wadsworth
- 2019 : Mean Mums (série télévisée) : Heather